# Glasney College

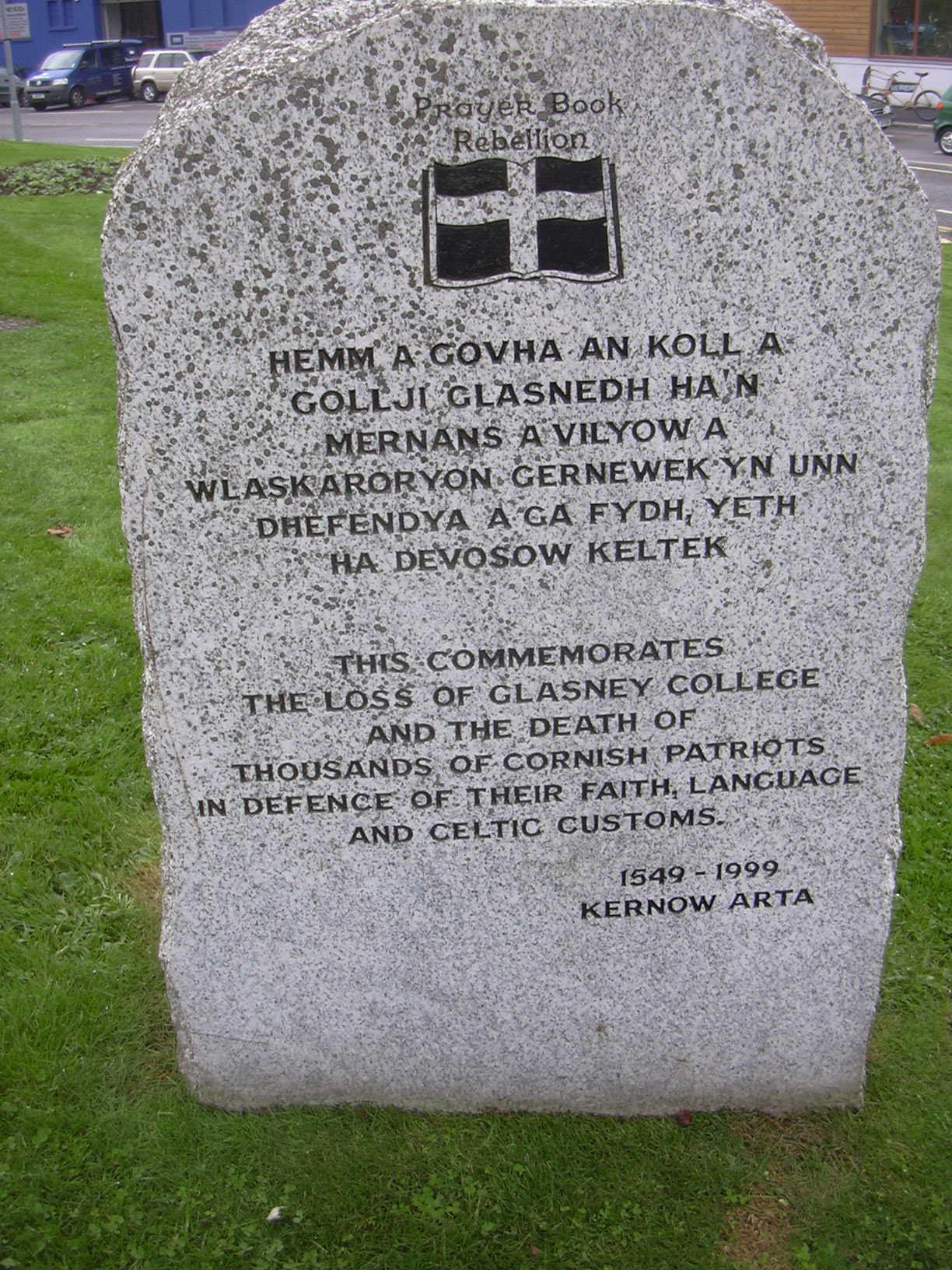
Tablica upamiętniająca rebelię modlitewników w miejscu, gdzie mieścił się Glasney College

Glasney College – wyższa uczelnia w średniowiecznej Kornwalii, w Penryn, założona w r. 1265 przez Bronescombe, biskupa Exeteru. Była jedną z najistotniejszych instytucji religijnych  średniowiecznej Kornwalii.

## Historia
Szkoła działała w budynku wzorowanym w dużej mierze na katedrze w Exeterze, podobnie jak szkoły w Crediton i Ottery St Mary w hrabstwie Devon. Glasney mieścił się nad niewielką zatoką, toteż wybudowano trzy wieże obronne. Uczelnia była na utrzymaniu kościołów, które poświęcały na ten cel część dziesięciny od rolników i rybaków. W Glasney College odbywały się msze, jak również misteria, odgrywane w języku kornijskim. Koledż popadał również w kłopoty. Kontrola przeprowadzona w r. 1530 wykazała, że jej przeor spędza czas na rozrywkach, zwłaszcza na polowaniach. Uczelnia została rozwiązana po przejęciu kościoła przez Henryka VIII.